# 680년대
680년대는 680년부터 689년까지를 가리킨다.